# 聖エステラ学院の七人の魔女
『聖エステラ学院の七人の魔女』（せいえすてらがくいんのしちにんのまじょ）は、アストロノーツ・シリウスから2013年3月29日に発売されたアダルトゲームである。

## 解説
アストロノーツ・シリウスの第二作目である本作は、山奥にある全寮制の名門校・聖エステラ学院を舞台に、数少ない男子の一人として転入してきた主人公が、学院に伝わる伝説の魔女となった少女たちとともに、魔女の存在や学院の秘密に迫っていく、伝奇ミステリ調のアドベンチャーゲームである。
本作の特徴の一つとして、鑑賞モードのCGにセリフが表示されるという機能がある。これは、プレイヤーがセリフからCGの状況を理解して楽しみやすくするために取り入れられたものであり、2017年に発売された『百奇繚乱の館』でも同様の機能が導入された。

## あらすじ
山奥にある全寮制の名門女子校・聖エステラ学院は、徹底した秘密主義によって多くを知られることはなかった。
夏も近いある日、孤児院で育った主人公・犬上 勇稀人はその学院に転入した。
そこで彼は、数十年前に起きたある出来事によりこの学園の多くの命が奪われて以来、行方不明者が出ると学生のうちのだれかが魔女になるという噂を聞き、魔女にあこがれる少女たちと出会う。
そして、彼女たちが魔女になったとき、学園を揺るがす事件が起きた。

### 杏理 ルート
勇稀人の優秀な成績に興味を抱いていた教師・城之園 杏理は、勇稀人が一週間でAクラスに進んだことに驚きをみせ、肉体関係を結ぼうとする。
一方、彼と同時期に転入した三杉 優也はCクラスへ降格され、杏理と一緒にいたところを教師の沼中 大吾 が撮影する。
勇稀人は二人を助けるため、消息を絶った友人を探す茉奈と一緒にCクラスの校舎に行った。
杏里が沼中らの注意を引く中、勇稀人は彼女に関するデータを消去し、証拠を確保した。
沼中らの虐待を受けていた生徒たちは学院の男性陣によって助けられるも、校舎裏からも遺体が発見されたこともあり、杏理の心の痛みは残ったままだった。
事件を機に、Cクラスは廃止され、学院の方針も変更された。
老夫婦に引き取られた勇稀人は、数年後、聖エステラ学院に教師として戻り、杏理と再会を果たした。

### いすかルート
勇稀人は礼拝堂で南 いすかという1年生と出会い、神父の朱鷺誠治郎から人見知りの激しい彼女の心を開くよう頼まれる。
だが、勇稀人はいすか本人から「自分には相手の気持ちを色で感じる能力がある」と告白され、朱鷺が彼女に対して劣情を向けていると感じたと告げられる。
勇稀人は、朱鷺と自らの能力を怖がる彼女とともに、朱鷺の姿を見かけたという地下室を探すことにした。
森の中で防空壕を見つけた二人は、朱鷺が生徒たちと淫行にふけっている様子を目の当たりにした。いすかは衝撃を受けるものの、性そのものには嫌悪感を抱いているわけではなく、気持ちの高ぶりを勇稀人にぶつけてしまう。
やがて、彼女の能力は周囲の人間にまで影響が及ぶようになり、唯一心の中が見えない勇稀人に対して依存していく。
朱鷺は、彼女の能力から神性を感じ取り、これまでの「魔女」にしてきたように、いすかと防空壕で交わり、その血肉をものにすべく、彼女を防空壕へとつれさらった。
朱鷺の本性を知った勇稀人は、ろうそくの火でいすかの拘束を焼き切って防空壕から脱出した。勇稀人は朱鷺をはじめとする追っ手に電灯を当てた。
彼らの感覚は増幅されていたため、彼らの網膜はダメージを受け、朱鷺が倒したろうそくにより防空壕は炎の海となった。
学院から脱走した勇稀人はいすかと二人で北の果ての地で暮らした。

### 鏡花ルート
鏡花は同級生の頼みで、勇稀人の協力の下魔女の噂について調べた。
ある日、彼は鏡花が自慰するようすを見かける。その際、彼は自分の気持ちを伝え、恋人同士となった。
だが、直後にしらせが現れたとたん、鏡花が倒れてしまう。起き上がった彼女の身体には魔女の刻印があった。
性交の後、勇稀人は彼女が握っていたシーツが腐食していたことを知る。
翌日、彼女の持っていたペンが崩れ落ちるという出来事が発生し、二人は感情の高まりが原因ではないかと推測する。
二人は関係を深めるが、やがてその関係は沼中の知るところとなり、Cクラスへと降格される。
鏡花が沼中に組み伏せられた時、彼女の力が働き、沼中と加治山は消えた。Cクラスの生徒は救出され、柳の研究とともにCクラスの実態も明らかになった。そして、彼の資料を基に、勇稀人は彼女の精神の中へ入ることにより彼女の能力の無効化に成功した。

### 和子ルート
勇稀人は和子の誘惑に負け、肉体関係を持ってしまう。
ある日、魔女という噂が立っていた女子生徒が柳に連行される。
勇稀人は、和子から在学中に柳の実験によって生殖能力と魔女の力を失ったことを明かさる。
同じようなことが二度と起きぬよう、和子は柳を追う形でCクラス棟へと向かった。生徒たちを助けようとした勇稀人は沼中らに捕らえられる。そこへしらせが現れ、和子は魔女の力を取り戻し、関係する教職員を全員焼き払った。
二人は学園を去り、都会での生活を送った。

### 茉奈ルート
ある日、勇稀人は茉奈宛ての怪文書を受け取る。その内容が単なる英数字の羅列以上の意味を持つことに気づいた二人は、図書館で同じ型番の本から鍵付きUSBメモリを見つける。
温室にて、茉奈は2年前に消息を絶った親友の根岸祥子を探していることを明かしたところ、しらせが現れ、茉奈は倒れる。
彼女の身体には紋章が現れていた。
翌日、茉奈が月一のごちそうを食べ損ねたと機嫌を損ねた途端、二人は頭痛に襲われる。
気がつくと、ごちそうが目の前に並んでおり、カレンダーは前日の日付を示していた。ごちそうを食べると、二人は元の日付に戻った。
時間遡行能力を得たことを知った茉奈は、その力で親友を救出することを決めた。
祥子は沼中と加治山が生徒を埋める様子を目にし、証拠をつかむためカメラを持って自室を去った。
その様子を知っていた二人は、加治山に見つかって川に落ちた祥子を助ける。
祥子の回復を待ってCクラスへと潜入した二人は、パソコンに証拠となる動画があることを確認する。
USBメモリは未来に持って行くことが出来ないため、祥子からパスワードを聞きだし、手紙を持たせた上で学院から去らせた。
元の時間へと戻った二人は、動画を杏理に見せる。
三人は沼中らにかこまれるが、その中の警備員とぼしき人物が、スーツ姿の男性たちとともに沼中らに拳銃をつきつけた。
帽子を取ったその人物は、警察官として潜入していた根岸祥子その人だった。

### ドリスルート
勇稀人は、ドリスから「この現実とは軸が異なる『鏡の世界』は、無機質・無彩色名世界。その世界は私と、もう一人の私であるアリスだけのもの」ということを明かされ、鏡の世界へのアクセスに成功した。
彼女は、両親にその力を告白して拒絶された過去があり、事実を共有してくれる勇稀人と距離を縮めていた。
だが、鏡の世界はドリスが逃げるために作り上げた世界であり、周囲と打ち解ける中で、役目を挙げたその世界は崩壊を始めていた。
アリスはその事実をドリスに伝えたくないと思っていたが、勇稀人はそれが良い選択とは考えていなかった。
アリスの真意を知ったドリスは、アリスに謝罪と感謝の言葉を寄せた。
鏡の世界の崩壊とともに、アリスは現実世界への受肉を果たす。

### 智美ルート
智美の誘いを受け勇稀人は魔女を崇拝する「黒百合の園」に入会する。
儀式ごっこのつもりで始めたサークルだったが、智美はしらせとの出会いにより本物の魔女となる。
念動力を得た智美だったが、やがて彼女の能力は暴走を始める。
勇稀人が解決に向けて奔走した矢先、和子から柳が主催する身体測定の日が近いことを知らされる。
ある日、智美は川に落ち流されそうな勇稀人を救うべく、時の止まった世界を作るほどの力を放出する。
その様子を見た和子は、勇稀人が魔女の力を消す一族の可能性があると見る。
智美の精神と同化し、彼女の中にある魔女の力を消し去る。

### しらせルート
勇稀人は温室でしらせという少女と出会う。
勇男という人物と間違われるものの、勇稀人は彼女との出会いを繰り返していた。
和子の学生時代の親友である静守綾乃の友人に同名の人物がいたこと、智美とドリス、柳の言葉から、勇稀人はしらせが「始まりの魔女」ではないかと考えるようになる。
学長室に来た勇稀人は、しらせが学院長きざしの双子の妹であること、しらせの周囲で行方不明者が相次いでいたため、危険視した当時の学院長が何十年も前に殺したこと、そしてしらせには魔女の力があり、殺された後も魂だけの存在となって生き続けたことを知った。
しらせが殺された後、きざしは妹と同じく魔女として生きる方法を模索し続けた。同時に、魔女となった生徒を助けるために柳に権限を与えた。
さらに、従者である勇雄が魔女の力を受け付けない力があることを知り、その娘である綾乃、さらにその息子である勇稀人を学院に入学させた。
しらせのいる温室へ向かうきざしと勇稀人は、柳と出くわす。そして、魔女の力を持ついすかや鏡花、ドリスと智美とともに、温室の地下から掘り出したしらせの遺体をもって、柳は魔女の力の源である別世界の扉を開いた。
勇稀人は温室に来た和子と優也にいすから4人を託し、柳としらせを追った。しらせを闇の中から引き戻す勇稀人に対し、柳は妨害するが、勇稀人の抵抗を受けて消滅する。
勇稀人とともにしらせは現実世界へ戻り、肉体を取り戻した。
しらせは学院を卒業したら勇稀人とともに過ごしたいが、卒業するまでは、老い先短いきざしのそばにいてやりたいという話した。

## 登場人物

### 生徒
犬上 勇稀人（いぬがみ ゆきと）
主人公の少年。所属は2年Bクラス。首からペンダントを下げている。
かつて火事によって唯一の肉親である母親を亡くし、聖エステラ学院への編入を勧められるまで孤児院で生活していた。
母親のことをよく覚えておらず、その手掛かりを知るきざしに話を聞くため、編入を承諾した。
しらせ
声：三十三七
色素の薄い髪の謎の少女。学生の名簿には名前がなく、勇稀人以外に存在を知る者もいない一方、その姿を見た者を魔女にする「魔女の幽霊」ではないかと噂されている。
勇稀人が温室を訪れたときに姿を現すが、勇稀人が去ったあと文字通りに消えてしまい、次に温室に訪れるまで姿を現さない。
黒羽 鏡花 （くろはね きょうか）
声：春日アン
黒髪の少女。所属は2年Bクラス。財閥の令嬢だったが、お家騒動によって、学院に入学した経緯を持つ。真面目で誇り高くも、世話焼きな一面を持つ。
滝沢 茉奈 （たきざわ まな）
声：香澄りょう
いい加減な言動が目立つが、実際は現実主義者であり、見限った者には冷たく接する。
勇稀人の部屋の屋根裏を勝手に自分の部屋に改造しており、家財道具を持ち込んでいる。
弓館 ドリス （ゆだて どりす）
声：芹園みや
日独クォーターの少女。1年生。わがままな上、人をからかう癖があるが、その本心は寂しがり屋である。
南 いすか （みなみ いすか）
声：佐倉もも花
少女。1年生。名家の生まれだが、両親が全財産を新興宗教に寄進した結果、一家離散となり、エステラ学院に入学した経緯を持つ。時間があればいつも礼拝堂に赴いている。
目視した人の感情を色として見ることのできる能力を持つ。
天賀瀬 智美 （あまがせ ともみ）
声：御苑生メイ
少女。3年Aクラス。魔女を崇めるサークル 「黒百合の園」 の代表。裕福な家の出だが、両親を事故で失い、助けられなかった自分を責めるあまり、自主的に学院に入学した経緯を持つ。
三杉 優也 （みすぎ ゆうや）
声：三十三七
勇稀人と同時期にエステラ学院に転入した男子生徒。勇稀人のルームメイト。
内気で臆病。また、中性的でかわいらしい外見から、和子に狙われている。勇稀人同様に和子によって食事に精力剤を混ぜられており、和子の誘惑に負けてしまっている。

### 教職員
城之園 杏理 （じょうのぞの あんり）
声：ももぞの薫
女性教員。教職員たちのトップで学生たちを監視・管理する立場にある。
優秀な男子生徒全員に肉体関係にならないかと声をかけている。勇稀人には期待しており狙っている。
室山 和子 （むろやま かずこ）
声：手塚りょうこ
学園の食堂の従業員の女性。
温厚な性格だが性に飢えており、気に入った男子生徒の食事に薬を盛り欲求不満になったところを誘っている。応じなかった場合は犯して満たしている。
加治山 武 （かじやま たけし）
エステラ学院の教師。必要なことしか話さないほど非常に寡黙で、授業中全く話さず、板書で済ませてしまうほど。
沼中とともにCクラスの担当であり、生徒に暴行と陵辱を行っている。人を殺すことにも抵抗がなく、むしろ殺すことに快楽を感じている。
柳 智栄 （やなぎ ちえい）
エステラ学院の教師。あまり動じない性格や、機械的な雰囲気ゆえに生徒たちから敬遠されている。
しらせのことを知っている。
沼中 大吾 （ぬまなか だいご）
男性教師。気を遣うような話し方をすることから、Bクラスをはじめとする生徒たちにいじめられ、城之園らからの扱いも悪い。
鬱憤を溜め込んでおり、Cクラスの女子生徒に陵辱、男子生徒には暴行を加えている。
朱鷺 誠治郎 （とき せいじろう）
エステラ学院にカウンセラーとして勤務する神父。よくしゃべる方ではないが、聞き上手ではある。
週に2、3回の頻度で、気に入った大勢の生徒を学園の外れの地下室に呼び、淫行をしている。いすかのことも狙っており、ゆくゆくは淫行を働こうと思っている。
摩耶 きざし（まや きざし）
聖エステラ学院の学園長の老婆。勇稀人の母親への恩を返すべく、勇稀人に聖エステラ学院への編入を勧めた。
しらせのことを知っており、勇稀人と同じペンダントをしている。

### その他
勇男（いさお）
昔、しらせに優しかった男性。復学記念にしらせと一緒に写真を撮っている。
静森 綾乃（しずもり あやの）
和子の学生時代の親友の女性。しらせと会ったことがあり、よく学園から抜け出していた。

## 舞台設定
本作の舞台である聖エステラ学院は、山奥にある全寮制の女子校である。表向きは、選び抜かれた名家の子女のみが入学できる名門校だが、実態は、没落した名家の子女を教育して、世界中のVIPへ養子に出す教育機関である。
クラスは、A、B、Cクラスあり、このうちCクラス以外は寄宿舎で生活する。また、Cクラス棟は学院の北東部に位置し、一般の生徒には存在が知らされていない。

## 主題歌
オープニングテーマ.「The party of seven witches」
- 歌：みとせのりこ

みとせのベストアルバム「LoveSongs〜Noriko Mitose Heart Works Best〜」などに収録されている。